# 蔡攸
蔡 攸（さい ゆう、熙寧元年（1077年）- 靖康元年（1126年））は、北宋末の宰相。字は居安。興化軍仙游県（現在の福建省莆田市仙游県）の人。蔡京の長男。弟は蔡鯈（さいちょう）・蔡翛（さいゆう）・蔡絛（さいとう）・蔡鞗（さいちょう）・蔡脩ら。子は蔡行。

## 生涯
幼くして明敏であり、叔父の蔡卞が自分の妻の父である王安石の元に蔡攸を連れていった際に難しい質問をして王安石を困らせたという。元符年間に監在京裁造院の地位にあった時、当時は一介の皇族に過ぎなかった端王と親しくなる。後に端王が即位して徽宗となると、崇寧3年（1104年）に特に進士出身を賜って秘書郎に任ぜられた。ここで注目されるのは、父の蔡京が徽宗の面識を得たのは、即位初期において垂簾聴政を行っていた向太后に近侍していたことをきっかけにしており、蔡攸の昇進において父の影響が大きいとしても、彼が父の登用以前から一貫して徽宗の側にあったことである。実際、蔡京は徽宗や反対派との対立で左遷された時期があったにもかかわらず、蔡攸本人は直秘閣・集賢殿修撰・編修国朝会要・枢密直学士・龍図閣直学士・侍読と中央の官職を歴任し続けて、『九域図志』の編纂にも加わっている。また、蔡攸は皇帝である徽宗から呼び捨てではなく「蔡六」という愛称で呼び、また徽宗の皇后の一族で彼の寵愛を受けた劉氏という女性（明節皇后）を下げ渡されたとも言われている。
政和5年（1115年）に宣和殿学士が設置され、蔡攸が初代の学士に任じられた。宣和殿は徽宗が日常活動の場にしていた施設であり、本来は宦官が直宣和殿に任じられて皇帝に近侍していたが、徽宗が蔡攸を近くに置くために新たに宣和殿学士の官職を設けたのであった。蔡攸は徽宗に近侍することで宮中の情報を父の元にもたらす役目を果たしていたが、政和6年（1116年）に封禅を巡る意見対立から、徽宗が高齢の蔡京の通常の出仕を優免することで実質的な権力を剥奪を行うと、蔡攸の政治立場に変化が生じるようになった。政和7年（1117年）に宣和殿学士の上に宣和殿大学士が設置されると蔡攸が直ちに昇任され、蔡京が一線を退いた後に親政を志向するようになった徽宗を補佐する立場に転じる事になる。宣和元年（1119年）、宣和殿は元号と被ると言う理由で保和殿に改称されるが、蔡攸の大学士の地位はそのまま維持されて淮康軍節度使に任ぜられた。その一方で、復権を図ろうとする父の蔡京や弟たちに対して、蔡攸は徽宗の側近として親政を支える立場からこれと対立するようになった。宣和4年（1122年）、当時軍権を握っていた童貫が河北河東路宣撫使として遼の都になっていた燕京遠征に向かった際に、徽宗は監軍として蔡攸を河北河東路宣撫副使に任じた。ところが、地方に派遣される官に就くと中央で皇帝に近侍する保和殿大学士は辞任しなければならなかった。そこで、徽宗は宦官の役職である直保和殿に、文官である蔡攸を強引に任じたのである（宦官は地方に派遣されても中央の兼職を辞める慣例がなかったため、徽宗は直保和殿に任じられた一般官僚も兼務ができると解したのである）。後世、後に南宋の陸游がこれを制度の紊乱であると徽宗を非難している。遠征は失敗に終わり、童貫は失脚したものの、蔡攸は副官であったものの監軍に過ぎないとして責任を問われることなく、宣和5年（1123年）に少師・領枢密院事に任じられて宰相の末席に列した。
だが、遼が新興の金に滅ぼされ、その金が北宋に侵攻すると事態は急変する。徽宗は蔡攸・呉敏・李綱とともに図り、急病を口実として皇太子（欽宗）への譲位を図った。その直後、徽宗は蔡攸とわずかな宦官だけ連れて開封を脱出するが、そのため徽宗が鎮江で自立するとの噂が立った。このため、欽宗や李敏ら開封にいた首脳たちは徽宗や蔡攸らの身の安全を保障する事で徽宗らを開封に呼び戻すが、徽宗は龍徳宮に押し込められ、蔡攸は父や童貫らとともに罪状を論ぜられた上で弟の蔡翛とともに海南島に流され、次いで死を命ぜられた。海南島で死を命ぜられた時、蔡翛は覚悟を決めて自ら毒をあおったが、蔡攸は躊躇した上で左右の者に縄で首を絞めさせて命を絶ったとされている。享年50。
子の蔡行は南宋の高宗に仕え、殿中監となり、保和殿大学士に至った。また朱熹は蔡行のことを触れている。